# Triorla spinosa
Triorla spinosa är en tvåvingeart som beskrevs av Tomasovic 2002. Triorla spinosa ingår i släktet Triorla och familjen rovflugor.
Artens utbredningsområde är Colombia. Inga underarter finns listade i Catalogue of Life.